# Walerij Lebed
Walerij Ihorowytsch Lebed (ukrainisch Валерій Ігорович Лебедь; * 5. Januar 1989 in Charkiw) ist ein ukrainischer Fußballspieler.
Der Mittelfeldspieler begann seine Karriere bei Schachtar Donezk. Ab 2006 spielte er im Junioren-Team von Donezk in der dritten ukrainischen Liga. 2010 wechselte er zu Olimpik Donezk. Mit dem Klub stieg er 2011 in die Perscha Liha und 2014 in die Premjer-Liha auf. Im September 2014 wurde er nach einem positiven Dopingtest für vier Monate gesperrt.